# Ладино (језик)
Језик ладино, познат као и јеврејско-шпански језик или јудео-шпански (хеб. גﬞודﬞיאו־איספאנייול, ћир. җудеоеспањол) је језик из породице романских језика, изведен из старог шпанског.

## Историја језика и употреба
Настао је у Шпанији комбиновањем средњовековног шпанског језика са хебрејским, арапским и језицима народа са којима су Јевреји живели након изгона из Шпаније.  Његов назив потиче из латинског језика и означава оног који зна шпански. У 13. веку добар део шпанских Јевреја није говорио хебрејским језиком, па је свете књиге требало превести на шпански језик. Преводиоци Старог завета верно су следили јеврејски оригинал, који се због светости није смео мењати. Религиозни текстови су се преводили буквално од речи до речи. Водило се рачуна само о хебрејској синтакси, док је шпанска граматика потпуно занемаривана. Тако је настао ладино језик, као производ дословног превода хебрејског језика на шпански. Данас се најједноставније може објаснити као шпански језик са хебрејском синтаксом, који се пише Раши писмом. Иако је на шпанском, душа овог језика је на хебрејском. Како верно одражава свети хебрејски језик, за Сефарде он има полусвето значење.  Ладино није говорни језик већ производ дословних превода библијских и литургијских текстова написаних на арамејском и хебрејском, где је одређена арамејска или хебрејска реч увек одговарала истој шпанској речи. Традиционално, ладино је за писање користио хебрејски алфабет. Писан је са десна на лево. Данас се користи латинично писмо, сем у религиозним текстовима. 
Изворно се говорио у Шпанији, а затим, након Едикта о протеривању Јевреја из Шпаније, 1492. године, проширио се тадашњим Османским Царством (Балканско полуострво, Турска, Блиски исток и Северна Африка), као и у Француској, Италији, Холандији, Мароку и Енглеској. Данас га говоре углавном сефардске мањине које живе у више од 30 земаља, а већина живих говорника борави у Израелу. Иако нема службени статус ни у једној земљи, признат је као мањински језик у Босни и Херцеговини, Израелу, Француској и Турској. Шпанска краљевска академија га је 2017. године службено признала као језик. 
Основни речник јеврејско-шпанског јесте старошпански, а има бројне елементе из других старих романских језика Пиринејског полуострва: староарагонског, астурско-леонског, старокаталонског, галицијско-португалског и мозарапског.  Језик је додатно обогаћен османским турским и семитским речником, попут хебрејског, арамејског и арапског - посебно у доменама религије, закона и духовности - а већина речника за нове и модерне концепте усвојена је путем француског и талијанског језика. Надаље, на језик у мањој мери утичу и други локални језици Балкана, попут грчког, бугарског, српског и хрватског.
Историјски гледано, Раши писмо и његов курзивни облик Солитрео, били су главна ортографија за писање јудео-шпанског. Међутим, данас је углавном писан латиничном абецедом, иако су још нека писма попут хебрејског алеф-бета и ћирилићне азбуке још увијек у употреби. Јудео-шпански био је познат и под другим именима, као што су: Еспанол (Еспаниол, Спаниол, Спаниолиш, Еспаниолико), Јудио (Ђудио) или Жидио (Ђидио), Јудесмо (Жудезмо, Ђудезмо), Сефаради или Хакетија (у северној Африци). У Османском царству, а данас Турској традиционално су га на турском називали Јахудиџе, што значи јеврејски језик. 
Јудео-шпански, некада трговачки језик Јадранског мора, Балкана и Блиског истока, познат по богатој литератури, посебно у Солуну, данас је под озбиљном претњом изумирања. Већина изворних говорника су старије особе, а језик се не преноси њиховој деци или унуцима из различитих разлога. У неким исељеничким заједницама у Латинској Америци и другде прети му замена модерним шпанским. Међутим, доживљава мањи препород међу сефардским заједницама, посебно у музици.